# Le Tunnel sous la Manche ou le Cauchemar franco-anglais
Le Tunnel sous la Manche ou le Cauchemar franco-anglais és una pel·lícula muda de 1907 del cineasta pioner Georges Méliès. La trama segueix al rei Eduard VII del Regne Unit i el president de França Armand Fallières somiant amb construir un túnel sota el Canal de la Mànega.

## Producció
La idea de construir un túnel sota el Canal va ser molt discutida el 1907; La pel·lícula de Méliès és una versió molt actual del tema popular. Méliès apareix a la pel·lícula com l'enginyer que presenta els plànols del túnel. Fernande Albany, una actriu que també va aparèixer a les pel·lícules de Méliès Le Voyage à travers l'impossible, Le Raid Paris-Monte Carlo en deux heures, i À la conquête du pôle, interpreta la líder d'una desfilada de l'Exèrcit de Salvació. El rei Eduard va ser interpretat per un encarregat de rentat que s'assemblava molt al monarca, reprenent un paper que havia interpretat durant cinc anys. primer a la pel·lícula de Méliès Le Couronnement du roi Édouard VII. Els efectes especials utilitzats a la pel·lícula inclouen maquinària escènica, pirotècnia, escamoteigs, superposició i fosa.

## Estrena i recepció
Le Tunnel sous la Manche va ser llançat per la Star Film Company de Méliès i està numerat del 936 al 950 als seus catàlegs, on es va anunciar com a fantaisie burlesque à grand spectacle en 30 tableaux. Per a moltes de les seves pel·lícules més llargues, Georges Méliès va preparar un boniment, un comentari parlat que explicava l'acció, per ser llegit en veu alta mentre es projectava la pel·lícula; segons els records del fill de Méliès, André Méliès, el boniment per Le Tunnel sous la Manche incloïa diàlegs entre el president francès i el rei anglès, amb aquest últim parlant francès amb un fort accent anglès. El compositor Bétove (nom real Michel Maurice Lévy, 1883–1965) va gravar una partitura per a piano per a la pel·lícula el 1946.
El crític de cinema nord-americà Jonathan Rosenbaum la va nomenar com una de les seves 100 pel·lícules preferides. L'acadèmica Elizabeth Ezra la va anomenar "una de les pel·lícules més enginyoses i atractives de Méliès."